# Christian Legal Centre
 (juillet 2025).
 (juillet 2025).
Le Christian Legal Centre (traduction : Centre juridique chrétien) est une société ayant été fondée en décembre 2007, et agi dans un nombre d'affaires très médiatisées au nom des chrétiens évangéliques au Royaume-Uni. Les experts crurent que le centre avait adopté certaines tactiques de riches groupes évangéliques américains, notamment l'Alliance Defending Freedom, et soulevèrent des questions concernant son financement,. Le Christian Legal Centre s'oppose à l'homosexualité, au mariage homosexuel, à la fornication, ainsi qu'à la pornographie.  

## Affaires
Depuis son lancement, le Christian Legal Centre s'est impliqué dans un nombre d'affaires au Royaume-Uni.

### 2008

#### Blasphème
En 2008, le Christian Legal Centre représenta Emily Mapfuwa, une chrétienne ayant intenté des poursuites judiciaires contre le Baltic Centre for Contemporary Art de Gateshead en raison de l'exposition d'une statue de Terence Koh représentant une érection de Jésus. Dans d'une interview réalisée par BBC Essex, Michael Phillips (avocat du Christian Legal Centre) déclara que Mapfuwa n'avait jamais visité l'exposition ; elle résidait à Brentwood, à 400 km de là. L'affaire a été stoppée par le Crown Prosecution Service. 

#### Recherche sur les embryons hybrides
On refusa l'autorisation du Christian Legal Centre ainsi que du Comment on Reproductive Ethics de demander un contrôle juridictionnel afin de renverser la décision de la Human Fertilisation and Embryology Authority de permettre les tests laboratoires des embryons hybrides homme-animal. À la Haute Cour de justice de Londres, la juge Linda Dobbs prononça un jugement statuant que l'application était sans mérite et ordonna que le Christian Legal Centre paie les frais s'élevant autour de 20 000 £.

#### Licenciement pour homophobie
Graham Cogman, un gendarme du Norfolk, a été renvoyé en raison des messages qu'il avait envoyé à ses collègues dans lesquelles il cita des passages bibliques condamnant l'homosexualité, et transmis les informations d'un groupe offrant des thérapies de conversion. Cogman déposa une plainte auprès d'un conseil des prud'hommes, soutenue par le Christian Legal Centre, déclarant se faire harceler en raison de ses croyances religieuses. Il perdit l'affaire. 

### 2010

#### Licenciement pour homophobie
Gary McFarlane, un avocat de Relate, se fit mettre à la porte après avoir élevé une objection consciencieuse pour aider les couples homosexuels ayant des problèmes sexuels. Relate reconnut un licenciement abusif, concédant que McFarlane aurait dû être prévenu au lieu d'être sommairement licencié pour « faute professionnelle. » Des plaintes pour licenciement abusif ainsi que discrimination religieuse furent rejetées. On fit appel de la décision, or, il fut rejeté par la Haute Cour de justice en avril 2010, et une demande réalisée à la Cour européenne des droits de l'homme fut vaine. 

#### Licenciement pour avoir porté un crucifix
Shirley Chaplin, une infirmière soutenue par le Christian Legal Centre, tenta en vain de poursuivre le Royal Devon and Exeter NHS Trust pour discrimination, puisqu'il la renvoya à un travail de bureau après qu'elle ait refusé de retirer un collier croix lorsque l'on lui demanda de le faire pour des raisons de santé et de sécurité ; le code vestimentaire de l'hôpital interdit au personnel en première ligne de porter n'importe quel type de collier, au cas où les patients essayeraient de l'attraper. L'hôpital offrit à Chaplin un compromis : celui de porter sa croix épinglée dans un revers ou sa poche. Un conseil des prud'hommes décida que l'hôpital avait agi de manière raisonnable en avril 2010, rejetant l'affaire Chaplin. Chaplin essaya en vain d'obtenir une décision du gouvernement britannique à la Cour européenne des droits de l'homme,. 

#### Licenciement pour évangélisation
Duke Amachree, un agent de lutte contre les sans-abri, fut renvoyé du Conseil municipal de Wandsworth à Londres pour avoir soumis une cliente à une « pluie de 30 minutes » d'évangélisation lorsqu'il était censé lui donner ses conseils de logement. La cliente se plaignit auprès du Conseil municipal, menant à une enquête. Le Conseil municipal déclara qu'Amachree révéla des "données personnelles sensibles" concernant la cliente dans une interview du Daily Mail après que le Christian Legal Centre soit impliqué. Le Christian Legal Centre soutint Amachree dans une vaine créance légale pour licenciement abusif, discrimination religieuse, et rupture de contrat. 

### 2011: famille d'accueil
Eunice et Owen Johns, un couple chrétien, postula au Conseil municipal de Derby afin de devenir famille d'accueil. Ils retirèrent leur candidature après qu'un assistant social ait exprimé son inquiétude lorsqu'ils déclarèrent qu'ils ne pourront pas dire à un enfant qu'un choix de vie homosexuel n'était point acceptable. Les deux parties convinrent de porter l'affaire devant la Haute Cour de justice pour une clarification de la loi. La cour statua en faveur du conseil municipal, déclarant que les lois protégeant le peuple de la discrimination basée sur son orientation sexuelle « devrait avoir la priorité » sur le droit de ne pas être discriminé pour des motifs religieux,.

### 2016: suspension pour avoir harcelé un collègue musulman
Victoria Wasteney, une ergothérapeute ainsi que directrice d'une thérapie médico-légale au sein du John Howard Centre, a été suspendue pendant neuf mois pour avoir "harcelé" un collègue musulman et reçut un avertissement écrit après enquête. Wasteney reçut un avertissement officieux pour organiser des services par son église à l'unité dans laquelle les autres membres du personnel se sentaient oppressés pour chanter, danser et faire un don à l'église. Le Christian Legal Centre soutint un appel à la Cour d'appel, où la juge Eady QC découvrit que le traitement de Wasteney n'était pas dû à ses croyances religieuses, mais dû à son comportement inapproprié. 

### 2018: affaire Alfie Evans
Le Christian Legal Centre devint impliqué dans les dernières étapes de l'Affaire Alfie Evans. Leur implication ne fut pas une réussite, et fut critiquée par le juge.
Un juge de la Haute Cour de justice exprima son inquiétude concernant le comportement du consultant du Christian Legal Centre Pavel Stroilov. Le juge Hayden qualifia Stroilov de "jeune homme fanatique qui se fait des idées" dont "la main néfaste" fut "incompatible avec les intérêts réels de la cause des parents",,. Le juge accusa les activistes du Christian Legal Centre de faire « beaucoup plus de mal que de bien » aux parents d'Evans, et déclara que leurs soumissions étaient "jonchées de vitupération ainsi que d'irascibilité". Les soumissions du Christian Legal Centre, ayant déclaré que « les meilleurs intérêts d'Alfie ne sont pas pertinents » lorsqu'on les compare aux vœux de ses parents, ont été décrits comme une « proposition surprenante » par le juge Hayden. Le Christian Legal Centre qualifia les décisions des juges comme étant "injustes". Mary Holmes, une ancienne solliciteuse des parents d'Evans, accusa le Christian Legal Centre d'exploiter l'affaire pour leur propre profit.
Trois juges de la Cour d'appel déclarèrent qu'une lettre envoyée aux parents d'Alfie Evans par Stroilov fut « trompeuse au point de donner de faux conseils au père ». La lettre recommanda au père d'Evans qu'il serait légitime de retirer Alfie de l'Hôpital Alder Hey. La court ententit que cette lettre mena à une confrontation à l'hôpital dans laquelle Alfie était impliqué, et la police fut appelée. Un juge de la Cour d'appel déclara que la lettre fut "diffusée sur les réseaux sociaux (vraisemblablement avec l'information de Stroilov).

### 2019

#### Exclusion de l'université pour homophobie
Felix Ngole, un étudiant travailleur social, a été retiré d'un cours de l'Université de Sheffield en 2016 après s'être engagé au sein d'un débat Facebook où il déclarait que l'homosexualité était un péché. Ses commentaires furent jugés homophobes. La Haute Cour de justice confirma la décision de l'université en 2017, mais la Cour d'appel, deux années plus tard, décréta que "la simple expression des points de vue religieux concernant le péché ne signifie pas nécessairement la discrimination,."

#### Licenciement d'une école du Gloucestershire pour homophobie
Kristie Higgs, 47 ans, a été renvoyée pour faute professionnelle par la Farmor’s School de Fairford, dans le Gloucestershire, en 2019 après avoir publié des statuts Facebook critiquant les programmes enseignant les relations homosexuelles dans les écoles primaires. En 2024, Higgs remporta le droit de faire appel de son licenciement. 

### 2020

#### Licenciement pour transphobie et islamophobie
Le Christian Legal Centre représenta l'instituteur Joshua Sutcliffe ayant été renvoyé de deux écoles pour avoir attribué le mauvais genre à un enfant transgenre ainsi que pour avoir commenté une vidéo YouTube en rapport avec l'islam. Sutcliffe, ayant imputé la perte de ses emplois à la « mafia LGBT+ » ainsi que la « mafia islamique », conclut un accord non divulgué avec l'une des deux écoles.

#### Enfants transgenres à l'école
Les parents chrétiens Nigel et Sally Rowe intentèrent une action en justice après que leur fils ait aperçu un autre garçon portant une robe et fut « désorienté »,. Ils reçurent la somme de 22 000 £ de frais de justice du Département de l'Éducation britannique. 

### 2021: licenciement pour homophobie
Le magistrat Richard Page fut renvoyé pour s'être opposé à une demande d'adoption par un couple homosexuel, et a également été suspendu de son rôle au Kent and Medway NHS and Social Care Partnership Trust. Après une vaine objection à la Cour d'Appel ayant été soutenue par le Christian Legal Centre, le juge Underhill lui a dit qu'il s'était montré « incapable d'honorer son engagement » en tant que magistrat impartial.

### 2022

#### Porter une Croix au travail
Le Christian Legal Centre soutint Mary Onuoha, une infirmière ayant été persécutée pour avoir porté une Croix en service. Elle refusa de la retirer, citant le port généralisé de bijoux ainsi que les autres vêtements religieux portés par d'autres membres du personnel. Le Conseil des prud'hommes décréta qu'elle avait discriminée et harcelée, déclarant : « Il n'y avait aucune explication valable quant à la raison pour laquelle ces articles étaient autorisés, mais pas un collier en croix ».

#### Retrait des appareils de maintien des fonctions vitales
Archie Battersbee, un garçon d'une douzaine d'années, a été diagnostiqué en état de mort cérébrale par le Royal London Hospital. Le Christian Legal Centre aidèrent ses parents en affirmant en vain qu'ils ne devraient point débrancher la machine le maintenant artificiellement en vie.

### 2023: Licenciement pour homophobie
Bernard Randall (un aumônier du pensionnat indépendant du Trent College) s'étant opposé au partenariat de l'école avec une association caritative LGBT+, ainsi qu'ayant refusé de s'engager dans des activités de formation impliquant l'association caritative, et fut renvoyé en 2019 après avoir été orienté vers un programme antiterroriste à cause d'un sermon dans lequel il déclare aux étudiants qu'il était bien de ne point accepter "l'idéologie LGBT". Un juge du Conseil des prud'hommes décréta que les préoccupations en matière de protection ainsi que l'obligation de se conformer aux réglementations en matière de normes l'emportèrent sur le droit de Randall d'exprimer ses croyances au sein d'un établissement scolaire. 

## Critiques
En 2011, The Guardian souleva des questions concernant la manière dont le Christian Legal Centre était financé, et remarqua des similitudes structurelles à l'Alliance Defending Freedom, un ensemble de défense juridique chrétien-conservateur américain. Selon Keith Porteous Wood de la National Secular Society, "[Le Christian Legal Centre] ne semble pas très enclin à soutenir la liberté religieuse pour les musulmans ainsi que les athées." Le centre fut le sujet d'un documentaire de la BBC Radio ayant été diffusé en novembre 2018, intitulé A Tale of Belief and the Courts (traduction : Une histoire de croyance et de tribunaux), écrit et présenté par Joshua Rozenberg. 
Le pseudonyme Secret Barrister ("Avocat Secret") critiqua le Christian Legal Centre ainsi que d'autres groupes fondamentalistes dans un ouvrage paru en 2020 s'intitulant Fake Law ("Fausse loi"). L'auteur accusa les groupes de "jeter un brouillard sur les faits et de percer dans nos peurs les plus profondes" tandis qu'ils "font avancer leurs propres programmes". Le consultant du Christian Legal Centre Pavel Stroilov qualifia le livre de "diatribe élitiste". 

## Personnes notables

### Andrea Minichiello Williams
La militante évangélique et avocate Andrea Minichiello Williams est la directrice générale du Christian Legal Centre. En tant que membre du Synode général de l'Église d'Angleterre, Williams demanda aux chrétiens homosexuels (qu'elle surnomme les "enfants du diable") à "se repentir" et préconisa l'expulsion des prêtres homosexuels de l'Église d'Angleterre. On rapporte qu'elle aurait qualifié le projet de loi sur la fertilisation humaine "d'œuvre du diable" et l'homosexualité d'immorale, déclara que l'avortement devrait être illégal, et que le monde avait environ 4 000 ans,,. Williams qualifia l'avortement de "génocide silencieux", et perçoit les lois concernant l'avortement comme étant "l'œuvre du diable". 
Le documentaire Dispatches ("Dépêches") de Channel 4 "In God's Name" ("Au nom de Dieu"), ayant été diffusé le 19 mai 2008, présenta Williams et rendit compte de son lobbying auprès du gouvernement britannique concernant l'avortement, les droits LGBT, ainsi que l'éxecution des lois se rapportant au blasphème. L'émission comprenait des images des rassemblements de Williams avec les politiques conservateurs Norman Tebbit et Nadine Dorries. Lorsque le réalisateur David Modell demanda à Williams si elle pensait que l'islam était "l'œuvre du diable", Williams répondit : "Je pense en effet que l'islam est une fausse religion". 

#### Relation avec Nadine Dorries
Williams eut de proches relations professionnelles avec la politique britannique conservatrice Nadine Dorries,. Elle fut membre de l'équipe de la campagne de Dorries afin de réduire la limite supérieure de l'avortement à 20 semaines et rédigea les amendements contre l'avortement de Dorries.  Dans le documentaire Dispatches de Channel 4 "In God's Name", on demanda à Dorries à quel point elle travailla en étroite collaboration avec Williams et répliqua : « Si on était proches ? On est restées collés à la hanche. On était très proches. »
Dans le documentaire, Dorries déclara qu'elle ne discutait pas des opinions de Williams concernant l'islam. Williams (étant assise à côté d'elle) déclara : "Je pense que l'islam est une fausse religion." et éteignit son micro.

### Pavel Stroilov
Pavel Stroilov, un consultant du Christian Legal Centre, déclara qu'il était un dissident russe exilé ayant fait entrer clandestinement des dossiers confidentiels du Kremlin en Grande-Bretagne après leur avoir volé les archives de la Fondation internationale d'études socio-économiques et politiques. Au cours de son travail sur l'affaire Alfie Evans, un juge qualifia son comportement de « profondément déprimant, c'est le moins que l'on puisse dire. » Stroilov fut le conseiller de l'ancien chef du Parti pour l'indépendance du Royaume-Uni Gerard Batten, lorsque ce dernier était député européen. Batten et Stroilov co-écrivit un ouvrage, The Inglorious Revolution (La Révolution déshonorante). Stroilov recommanda aux parents d'Alfie de poursuivre une citation directe pour complot mortel contre les docteurs de l'hôpital pour enfants Alder Hey. 

### Bruno Quintavalle
Le Christian Legal Centre travailla en étroite collaboration avec l'avocat italien Bruno Quintavalle, ancien chef du parti politique contre l'avortement ProLife Alliance,. Quintavallee, ayant travaillé sur l'Affaire Alfie Evans ainsi que l'Affaire Archie Battersbee, fit campagne dans le but d'abroger la Loi sur la fécondation et l'embryologie humaines.